# Chapelle de Saint-Romain-de-Roche
La chapelle de Saint-Romain-de-Roche est située à Pratz dans le Jura en France. Elle est classée au titre des monuments historiques depuis 1931.